# Pont-la-Ville (Szwajcaria)
Pont-la-Ville (frp. Pont 'na-Vela, hist. Ponnendorf) – gmina (fr. commune; niem. Gemeinde) w Szwajcarii, w kantonie Fryburg, w okręgu Gruyère. Leży nad jeziorem Lac de la Gruyère.

## Demografia
W Pont-la-Ville mieszka 609 osób. W 2020 roku 13,1% populacji gminy stanowiły osoby urodzone poza Szwajcarią.